# 丢番图陨石坑
丢番图陨石坑（Diophantus）是月球正面位于雨海西侧的一座年轻小撞击坑，约形成于爱拉托逊纪，其名称取自古希腊数学家亚历山大港的丢番图（公元3世纪），1935年被国际天文联合会正式批准接受。

## 描述

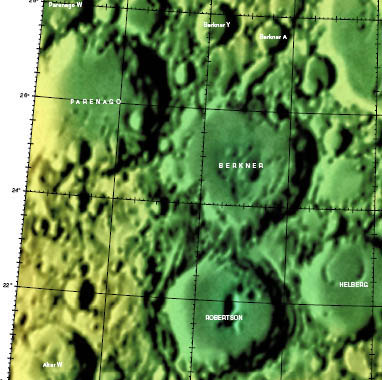
LAC-54 月图

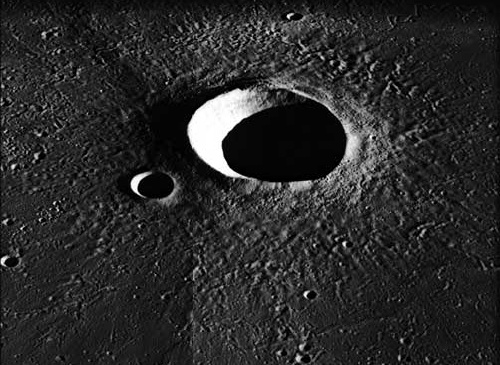
阿波罗17号在太阳低照时拍摄的丢番图斜视照，左边是更小的丢番图 C。

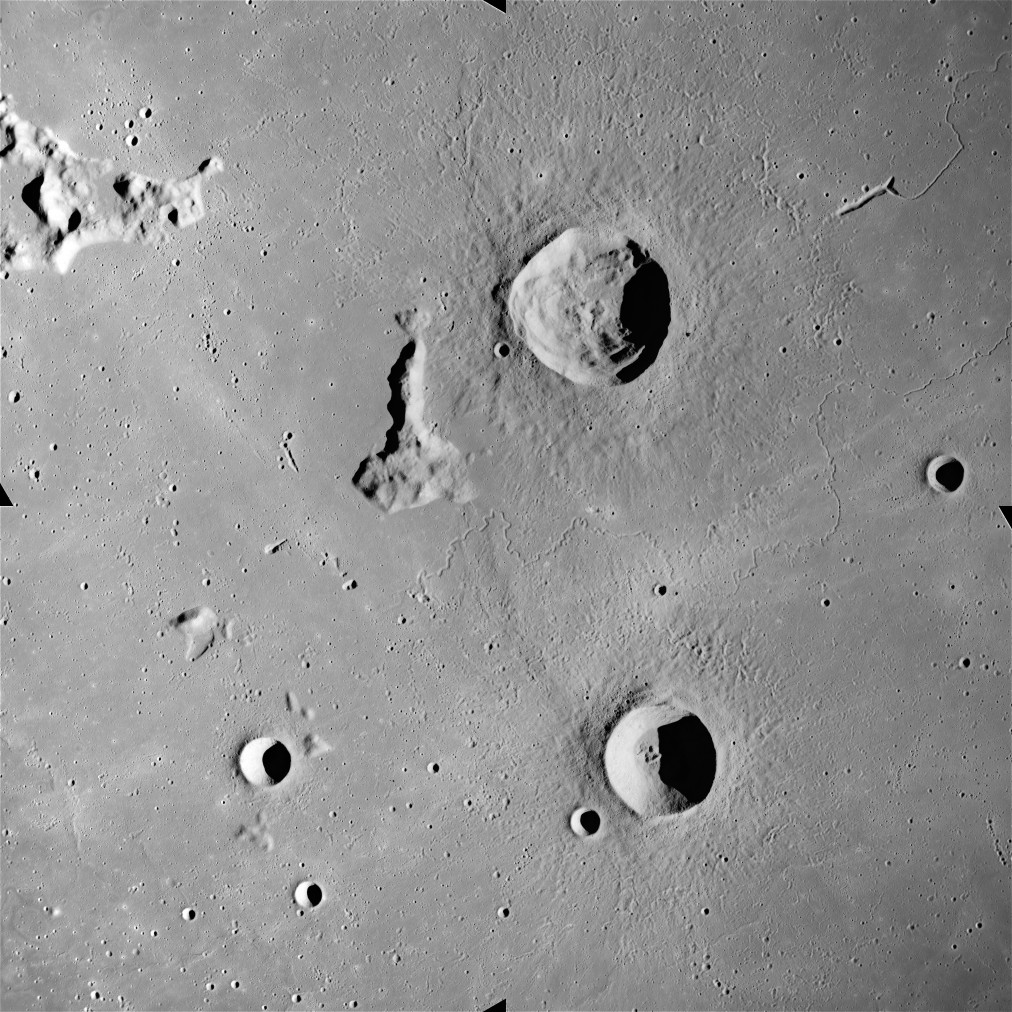
阿波罗15号拍摄的德利尔环形山（上）和丢番图陨石坑（下），德利尔山位于德利尔环形山的左边，丢番图月溪位于德利尔环形山和丢番图陨石坑之间。注意从萨米尔陨石坑延伸出的明亮射纹线。

该陨坑西邻阿齐莫维奇陨石坑和费多罗夫陨石坑、北望德利尔环形山、卡本托陨石坑位于它的东北、东南是欧拉环形山；往北距陨坑不远是一群小月陨坑萨米尔、路易丝、伊莎贝尔和沃尔特，蜿蜒的丢番图月溪川流在其中，更远处横亘着被小月坑鲍里斯、加斯顿和琳达环绕的鲍里斯断崖；陨坑的东面是阿齐莫维奇月溪；西北坐落着德利尔山；哈宾杰山脉也位于该陨坑的西侧。陨坑的中心月面坐标为27°36′N 34°18′W / 27.6°N 34.3°W，直径17.57公里，
深度3.02公里。

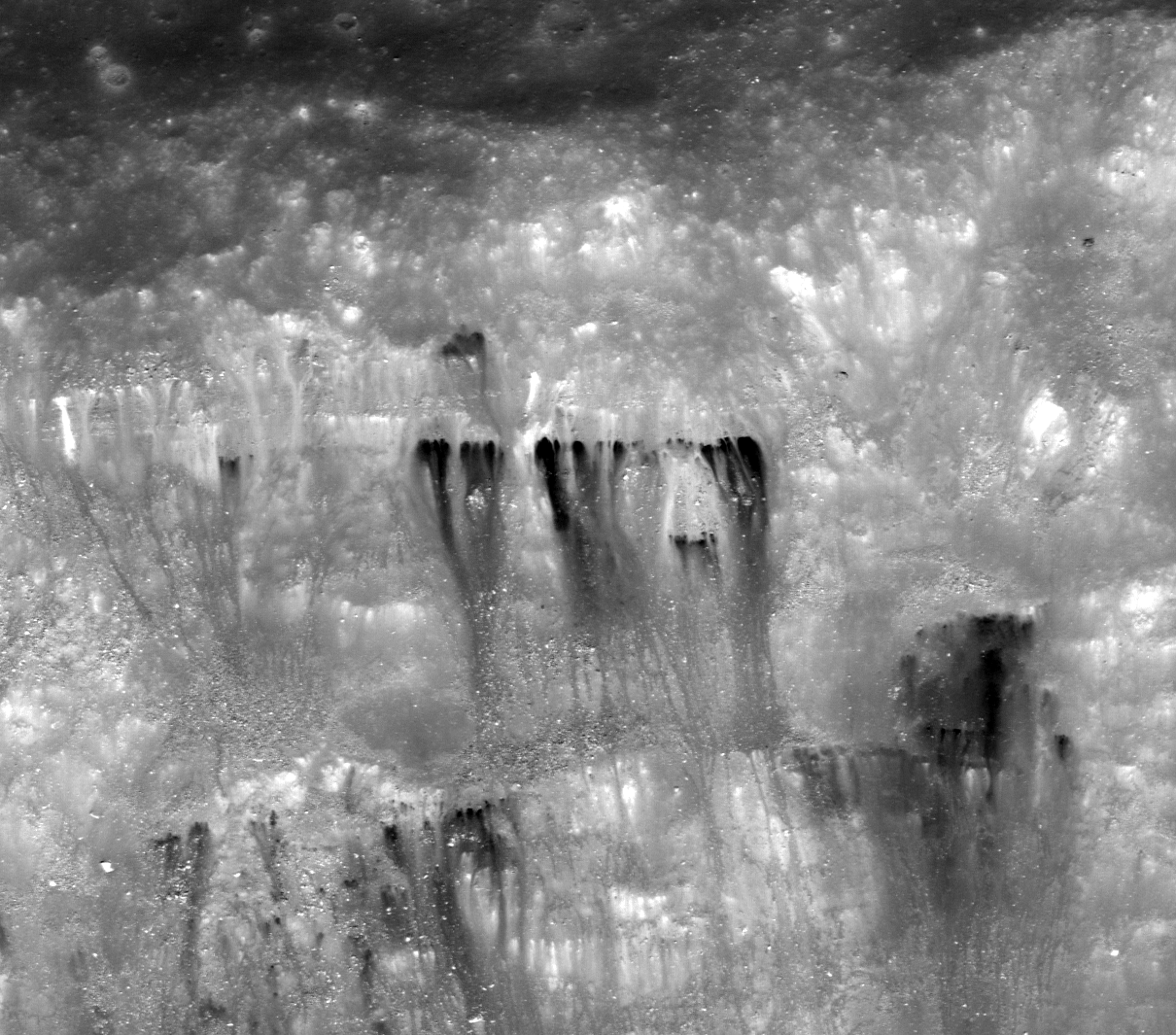
丢番图陨石坑内侧北坡上的暗纹，月球勘测轨道飞行器拍摄，分辩率56厘米/像素。

该陨坑呈圆杯状，有一个较小的平坦坑底且几乎未受侵蚀；坑沿边缘尖峭、内侧壁平整，北侧坑壁上有一处小裂峪，而西南侧坑壁上坐落着一座醒目的小陨坑。坑壁高出周边地形730米，内部容积约400公里³。坑底表面平坦，中部有一群小山丘。
丢番图陨石坑拥有射纹系统并已被月球和行星观测协会（ALPO）列入《带有明亮射纹系统的撞击坑列表》。

## 丢番图月溪
该道沟壑大致呈东西走向穿过雨海，其中心月面坐标为北纬31°、西经32°，最大长度150公里，该月溪附近有数座已被国际天文联合会命名的小月坑，详见下表：
| 陨石坑   | 月面坐标                        | 直径     | 名称来源     |
| -------- | ------------------------------- | -------- | ------------ |
| 伊莎贝尔 | 28°12′N 34°06′W / 28.2°N 34.1°W | 1 公里   | 西班牙女性名 |
| 路易丝   | 28°30′N 34°12′W / 28.5°N 34.2°W | 0.8 公里 | 法国女性名   |
| 萨米尔   | 28°30′N 34°18′W / 28.5°N 34.3°W | 2 公里   | 阿拉伯男性名 |
| 沃尔特1  | 28°00′N 33°48′W / 28.0°N 33.8°W | 1 公里   | 德国男性名   |

| 1 | 为避免与位于月球南半部的大撞击坑-”沃尔瑟环形山（Walther）相混淆，在一些刊物中它被称为沃尔特（Walter）。 |

萨米尔陨石坑拥有延伸距离超过70公里的射纹线。

## 卫星陨石坑
按照惯例，最靠近丢番图陨石坑的卫星坑在月图上以字母标注在该坑中心点的旁边。
| 丢番图 | 纬度    | 经度    | 直径   |
| ------ | ------- | ------- | ------ |
| B      | 29.1° N | 32.5° W | 6 公里 |
| C      | 27.3° N | 34.7° W | 5 公里 |
| D      | 26.9° N | 36.3° W | 4 公里 |

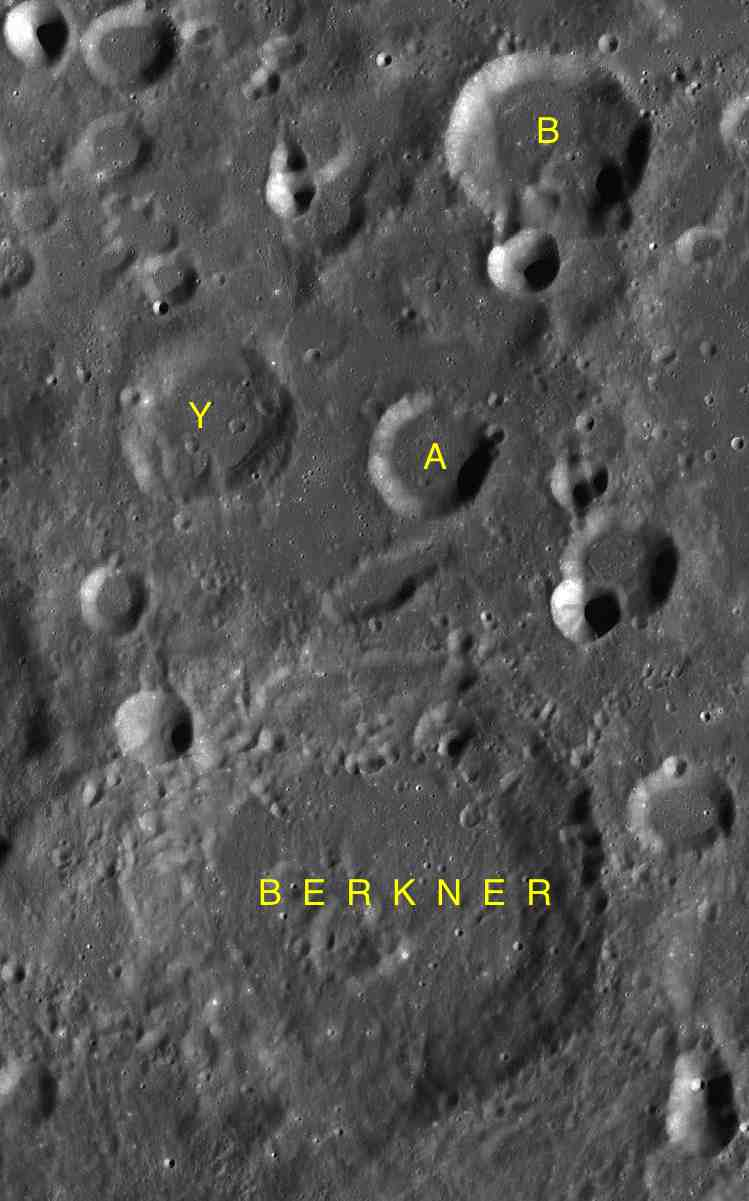
LAC-54 月图

- 卫星坑丢番图 A在1973年被国际天文联合会更名为阿齐莫维奇陨石坑
- 卫星坑丢番图 B在月食期间有热异常现象。其原因为陨坑地质龄较短，表面缺少能提供隔热作用的表岩屑所致，这是大部分年轻撞击坑的典型现象。